# Wahlsburg

Lage von Wahlsburg im Landkreis Kassel

Wappen der ehemaligen Gemeinde

Wahlsburg war eine Gemeinde im Landkreis Kassel in Hessen, die von 1971 bis 2019 existierte. Sie fusionierte mit ihrer Nachbargemeinde Oberweser zur Gemeinde Wesertal.

## Geographie

### Lage und Gliederung
Wahlsburg lag im äußersten Norden von Nordhessen an der Weser zwischen den Städten Hann. Münden und Bad Karlshafen. Nördlich erhebt sich der Solling, südlich der Kiffing, hinter dem sich der Bramwald (im Südosten) befindet, jenseits der Weser der Reinhardswald (im Westen bis Süden). Die Gemeinde wurde von der Schwülme durchflossen, die von Osten kommend nach Durchfließen des Ortsteils Lippoldsberg in die Weser mündet.
Die Gemeinde Wahlsburg bestand aus den beiden Ortsteilen Lippoldsberg (Sitz der Gemeindeverwaltung) und Vernawahlshausen. Der Berg Wahlsburg, zwischen beiden Dörfern gelegen, gehörte nicht zum Gemeindegebiet von Wahlsburg, sondern zu dem der Nachbargemeinde Oberweser. Auf einer Fläche von 11,43 km² lebten 2044 Einwohner (Stand: 31. Dezember 2018).

### Nachbargemeinden
Wahlsburg grenzte im Norden an den Flecken Bodenfelde und das gemeindefreie Gebiet Solling, im Osten an die Stadt Uslar (alle drei im Landkreis Northeim in Niedersachsen), im Süden an die Gemeinde Oberweser, im Westen an das gemeindefreie Gebiet Gutsbezirk Reinhardswald sowie im Nordwesten an Gewissenruh, einen Gemeindeteil von Oberweser (alle im Landkreis Kassel).

## Geschichte
Im Jahr 1059 ließ Erzbischof Luitpold von Mainz eine hölzerne Kapelle am Ort des heutigen Lippoldsberg errichten. Der Ortsteil Vernawahlshausen wurde erstmals im Jahr 1233 als Wahlshusen erwähnt. Der Name wurde später zur besseren Unterscheidung von Wahlshausen geändert, da man weiter vom damaligen Regierungssitz entfernt angesiedelt war. Im 18. Jahrhundert war Vernawahlshausen als größte Leinenbleiche in Hessen bekannt.
Im Zuge der Gebietsreform in Hessen fusionierten am 1. Februar 1971 die beiden Gemeinden Lippoldsberg und Vernawahlshausen freiwillig zur neuen Gemeinde Wahlsburg. Der Name entstammt der karolingischen Fliehburg gleichen Namens (Burg Wahlsburg), deren nahezu vollständig abgetragene Ruine zwischen beiden Ortsteilen liegt.
Der Wahlsburger Gemeindeteil Lippoldsberg war seit 1980 staatlich anerkannter Luftkurort.
Am 28. Oktober 2018, parallel zur hessischen Landtagswahl, stimmte eine Mehrheit der Bürger von Wahlsburg im Rahmen eines Bürgerentscheids für die Fusion mit der Nachbargemeinde Oberweser zu einer neuen Gemeinde Wesertal. Die Bürger von Oberweser stimmten in einem parallel stattfindenden Bürgerentscheid ebenfalls für den Zusammenschluss. Die Fusion fand zum 1. Januar 2020 statt. Die Ortsbezirke mit Ortsbeirat und Ortsvorsteher für Lippoldsberg und Vernawahlshausen blieben erhalten.

## Bevölkerung

### Einwohnerstruktur 2011
Nach den Erhebungen des Zensus 2011 lebten am Stichtag dem 9. Mai 2011 in Wahlsburg 2104 Einwohner. Darunter waren 30 (1,4 %) Ausländer, von denen 15 aus dem EU-Ausland, sechs aus anderen europäischen Ländern und neun aus anderen Staaten kamen. (Bis zum Jahr 2018 erhöhte sich die Ausländerquote auf 3,1 %.) Nach dem Lebensalter waren 318 Einwohner unter 18 Jahren, 766 zwischen 18 und 49, 471 zwischen 50 und 64 und 550 Einwohner waren älter. Die Einwohner lebten in 957 Haushalten. Davon waren 287 Singlehaushalte, 249 Paare ohne Kinder und 296 Paare mit Kindern, sowie 97 Alleinerziehende und 28 Wohngemeinschaften. In 202 Haushalten lebten ausschließlich Senioren und in 579 Haushaltungen lebten keine Senioren.

### Einwohnerentwicklung
| Wahlsburg: Einwohnerzahlen von 1973 bis 2019 | Wahlsburg: Einwohnerzahlen von 1973 bis 2019 | Wahlsburg: Einwohnerzahlen von 1973 bis 2019 | Wahlsburg: Einwohnerzahlen von 1973 bis 2019 | Wahlsburg: Einwohnerzahlen von 1973 bis 2019 |
| --- | -------------------------------------------- | -------------------------------------------- | -------------------------------------------- | -------------------------------------------- |
| Jahr |                                              |                                              |                                              | Einwohner                                    |
| 1973 | 1973                                         |                                              | 2.965                                        | 2.965                                        |
| 1975 | 1975                                         |                                              | 3.061                                        | 3.061                                        |
| 1980 | 1980                                         |                                              | 3.338                                        | 3.338                                        |
| 1985 | 1985                                         |                                              | 2.942                                        | 2.942                                        |
| 1990 | 1990                                         |                                              | 2.615                                        | 2.615                                        |
| 1995 | 1995                                         |                                              | 2.591                                        | 2.591                                        |
| 2000 | 2000                                         |                                              | 2.472                                        | 2.472                                        |
| 2005 | 2005                                         |                                              | 2.398                                        | 2.398                                        |
| 2010 | 2010                                         |                                              | 2.243                                        | 2.243                                        |
| 2015 | 2015                                         |                                              | 2.039                                        | 2.039                                        |
| 2019 | 2019                                         |                                              | 2.025                                        | 2.025                                        |
| Quellen: Hessisches Statistisches Informationssystem; Zensus 2011 Ab 1970 einschließlich der im Zuge der Gebietsreform in Hessen eingegliederten Orte. |                                              |                                              |                                              |                                              |

### Religionszugehörigkeit
| • 1987: | 2067 evangelische (= 80,2 %), 345 katholische (= 13,4 %), 164 sonstige (= 6,4 %) Einwohner  |
| • 2011: | 1476 evangelische (= 70,2 %), 228 katholische (= 10,8 %), 399 sonstige (= 19,0 %) Einwohner |

## Politik

### Gemeindevertretung
Die letzte Kommunalwahl fand am 6. März 2016 statt, nach der Fusion von Wahlsburg zu Wesertal gibt es seit der Kommunalwahl am 14. März 2021 nur eine Gemeindevertretung in Wesertal.
Die Wahlergebnisse bis 2016 sind hier aufgelistet:
| Parteien und Wählergemeinschaften | Parteien und Wählergemeinschaften           | % 2016 | Sitze 2016 | % 2011 | Sitze 2011 | % 2006 | Sitze 2006 | % 2001 | Sitze 2001 |
| SPD                               | Sozialdemokratische Partei Deutschlands     | 49,2   | 8          | 47,9   | 7          | 43,9   | 7          | 46,8   | 7          |
| FWG                               | Freie Wahlgemeinschaft Wahlsburg            | 48,9   | 7          | 43,5   | 7          | 41,9   | 6          | 28,5   | 4          |
| EBW                               | Einzelbewerber                              | 1,8    | 0          | —      | —          | —      | —          | —      | —          |
| GLW                               | Grüne Liste Wahlsburg                       | —      | —          | 8,5    | 1          | 6,6    | 1          | 5,5    | 1          |
| LEB                               | Liste Einzelbewerber                        | —      | —          | —      | —          | 7,6    | 1          | 6,5    | 1          |
| CDU                               | Christlich Demokratische Union Deutschlands | —      | —          | —      | —          | —      | —          | 12,7   | 2          |
| Gesamt                            | Gesamt                                      | 100,0  | 15         | 100,0  | 15         | 100,0  | 15         | 100,0  | 15         |
| Wahlbeteiligung in %              | Wahlbeteiligung in %                        | 53,6   | 53,6       | 48,9   | 48,9       | 52,8   | 52,8       | 77,3   | 77,3       |

### Bürgermeister
Seit dem Jahr 1993 werden in Hessen die Bürgermeister für sechs Jahre direkt gewählt. Der parteilose Jörg-Otto Quentin war der letzte Bürgermeister der Gemeinde und wurde am 25. Februar 2007 mit 71,1 % wiedergewählt (erstmals gewählt am 1. April 2001). Im März 2013 wurde Quentin wieder im Amt bestätigt.

### Wappen und Flagge
Wappen

Blasonierung: „Das Wappen der Gemeinde Wahlsburg zeigt im gespaltenen Schild vorne in Rot eine durchgehende silberne romanische Säule und ist hinten im Schlaufenschitt sechsmal von Silber und Grün geteilt.“
Das Wappen wurde der Gemeinde Wahlsburg am 15. Oktober 1980 durch den Hessischen Innenminister genehmigt. Gestaltet wurde es durch den Hannoversch Mündener Heraldiker Heinz Hartung.
Die Säule steht für die Klosterkirche von Lippoldsberg, Die heraldisch linke Seite symbolisiert Leinen auf einer Wiese, als Zeichen für die historische Bedeutung der Leinenbleiche in Vernawahlshausen zu früheren Zeiten.
Flagge
Die Flagge wurde der Gemeinde zusammen mit den Wappen genehmigt und wird wie folgt beschrieben:
„Die Flagge zeigt auf der von Rot, Weiß und Grün geteilten Flaggenbahn das Wappen der Gemeinde.“

### Partnerschaften
- Saint-Georges-de-Montaigu (Frankreich)

## Kultur und Sehenswürdigkeiten
Die Gemeinde Wahlsburg war Mitglied der Deutschen Märchenstraße und hatte als Märchenfigur das tapfere Schneiderlein.

### Museen
- Werkstatt und Museum im Schäferhaus (OT Lippoldsberg)
- Museum im Wasserkraftwerk (OT Lippoldsberg)

### Konzerte
In der Klosterkirche Lippoldsberg finden monatlich wechselnde Konzerte und Veranstaltungen statt. Feste Termine sind das Karfreitagskonzert und die Adventsmusik (3. Advent).

### Kirchen
Die Klosterkirche St. Georg und St. Maria in Lippoldsberg zählt zu den bedeutendsten romanischen Bauwerken des 12. Jahrhunderts. Sie wurde um 1142 bis 1153 erbaut. Der außen schlichte, ungegliederte Buntsandsteinbau besitzt innen eine gewölbte kreuzförmige Pfeilerbasilika quadratisch gebundenen Systems und ein doppeltürmiges Westwerk. Der Taufstein stammt aus dem 13. Jahrhundert. In der vernawahlshäuser Pfarrkirche St. Margarethen aus dem 11. Jahrhundert sind noch heute Reste der gotischen und romanischen Wandmalerei zu sehen, die in den letzten Jahren aufwendig restauriert wurden.
Die katholische Kirche St. Maria Goretti wurde 1957 am nördlichen Ortsrand von Lippoldsberg erbaut.
In der katholischen Kirche Zur Heiligen Familie in Vernawahlshausen, 1966 am Alten Stadtweg errichtet, finden keine regelmäßigen Gottesdienste mehr statt.

### Regelmäßige Veranstaltungen
- Zu Ostern Osterfeuer in beiden Ortsteilen
- Fahrradmarkt am dritten Wochenende im April im Ortsteil Lippoldsberg.
- Kirmes im Ortsteil Vernawahlshausen (letztes Wochenende im August).

## Wirtschaft und Infrastruktur

### Verkehr
Die Gemeinde Wahlsburg lag an der B 80.
Vernawahlshausen hat einen Bahnhalt an der Bahnstrecke Göttingen–Bodenfelde.

### Ansässige Unternehmen
Wichtigster Arbeitgeber der Gemeinde Wahlsburg war mit über 300 Beschäftigten heutzutage die im Höhenzug Kiffing auf 200 bis 220 m Höhe gelegene „Klinik und Rehabilitationszentrum Lippoldsberg gGmbH“, zu dem bis Ende November 2012 auch ein Berufsförderungswerk gehörte.

### Bildung
- Grundschule Lippoldsberg
- Ergoschule Lippoldsberg (vormals: Arbeits- und Beschäftigungstherapie)

### Sport
- Die Märchenfähre verbindet Lippoldsberg mit dem Vorwerk.
- Der Weserradweg verläuft von Hann. Münden bis Cuxhaven und führt direkt an Lippoldsberg (Fahrradservice) vorbei.